# Kovács Zoltán Ambrus
Kovács Zoltán Ambrus, születési és 1995-ig használt nevén Kovács Zoltán (Nagykőrös, 1955. szeptember 29.) pszichiáter és neurológus klinikai főorvos, c. egyetemi docens. Oktatási területei a pszichopatológia, pszichiátria, pszichoterápia, míg kutatási területei a hipnózis elméleti és kísérleti kutatása, a Pszichoterápiák neurobiológiája, a zenei- és színélmény kvantitatív elemzése, és a szkizofrénia neurokognitív kutatása.

## Életpályája
Általános és középiskolai tanulmányait Nagykőrösön végezte, majd egy év műtőssegédi gyakorlat után a Szegedi Orvostudományi Egyetem hallgatója. Szakképesítések: általános orvosi diploma (1981); pszichiátriai- (1985), neurológiai- (1988), rehabilitációs (2005) szakorvosi képesítés. Munkahelye 1981-től a Szegedi Orvostudományi Egyetem, Ideg- és Elmegyógyászati Klinika, ma SZTE ÁOK Pszichiátriai Klinika, ahol a Rehabilitációs Osztályt vezeti. Gyógyító -, kutató munkát, vezetői - és egyetemi oktatási feladatokat lát el. A SZTE Orvostudományi Karának és a BTK Pszichológiai Intézetének oktatója.
Tudományos fokozata: Medical Doctor. Kumulatív IF 25.548 (2009 tavaszán), azaz ennyi az ő tudományos közleményeinek impakt faktora. Szegeden a matematikusok már az egyetemi oktatás beindulása (1921) óta nemzetközi szinten méretik magukat, német, francia nyelven és angol nyelven, az utóbbi évtizedekben szinte csak angol nyelven adják közre eredményeiket, utánuk a fizikusok, a kémikusok, a biológusok, az orvosok is ezt tették és teszik, 1990 óta a pszichiáterek és a pszichológusok is eleget tesznek ennek a kihívásnak, vállalják a nemzetközi megmérettetést, köztük Kovács Zoltán Ambrus, Winkler István, Racsmány Mihály, Németh Dezső, Krajcsi Attila, a szegedi Pszichológiai Intézet nagy elődjei közül Pléh Csaba, Erős Ferenc. (A lábjegyzetekben közölt impakt faktor eredmények az Országos Doktori Tanács honlapjáról valók, s a 2009. november 27-ei állapotot tükrözik.)
Kovács Zoltán Ambrus a pszichiátriai és a pszichológiai tudomány népszerűsítése területén is gyakran vállal feladatokat, pl. 2006-ban Hipnózis bagatellek és válogatott vendégoldalak címmel kötete jelent meg a Szegedi Éles Elme Alapítvány kiadásában, amelybe néhány kollégájának (vendégoldalak) hasonló témájú írását is elhelyezte. 2008. október 15-én a szegedi Sík Sándor könyvesboltban ő ismertette a leendő olvasókkal Pléh Csaba akadémikus: A lélek és a lélektan örömei. c. kötetét. A VII. Szegedi Pszichológus Napokon 2008. október 18-án a Hipnózis Műhelyt Kovács Zoltán Ambrus mutatta be.

## Fontosabb közleményei (válogatás)
- Pálfi, S., KOVÁCS Z., Heiner L.: Systematic mycosis in multiple sclerosis. World Neurology, 5:1988
- Pálfi, S., KOVÁCS, Z.: The importance of bromocriptine therapy in alcoholic patients. Journal of Neuropharmacology, 10:74-75, 1988
- KOVÁCS Z.: Pszichogén afónia és diszfónia hipnoterápiás kezelésének tapasztalatai három eset kapcsán. Psychiatria Hungarica, 4:311-316, 1989
- KOVÁCS Z., Nagy F., Pető Z.: Lüscher-teszt vizsgálatok kolitisz ulcerózás betegeknél. Magyar Pszichológiai Szemle, 1:21-36, 1989
- KOVÁCS Z. A., Fazekas T.: Mitralis billentyű prolapsus szindróma. In Klinikai esetbemutatások - Válogatott fejezetek a belgyógyászatból / szerk.: Varró V. – Fazekas T. Budapest : Medicina, 1989. 85-94. p.
- KOVÁCS, Z. A.: „Aida”: A romantoc story as the key of the symptom. Australian Journal of Clinical Hypnotherapy and Hypnosis, 11:33-36 1990
- KOVÁCS Z.: Mitrális billentyű prolapsushoz társuló szorongásos betegség hipnoterápiája. Psychiatria Hungarica, 1:69-73, 1991
- Lajkó, K., KOVÁCS, Z.: Changing the context of literality in panic and panic-like disorders through alteration of social context. Proceedings from the 21st Annual Congress of the European Association for Behaviour Therapy, pp. 70–83, Oslo, 1991
- KOVÁCS, Z., Janka, Z., Boncz, I., Maglóczky, E.: Influence of hypnotic trance on emotional experience of music. 6th European Congress of Hypnosis in Psychoterapy and Psychosomatic Medicine. Abstracts p. 33, Vienna, 1993
- KOVÁCS, Z. A., Janka, Z., Boncz, I., Maglóczky, E., Dán A., Horváth, M.: Influence of active-alert hypnotic trance on emotional experience of music: a quantitative assessment. „EUROHYPNOSIS ’96” 7th European Congress of Hypnosis Budapest, Hungary, August 17-23, 1996 (poster) [co-org., publ. by Hungarian Association of Hypnosis, Eötvös Loránd University] Budapest, 1997 ISBN 963-04-7860-9
- Kéri, S., Szekeres, G., Szendi, I., KOVÁCS, Z., Benedek, G., Janka, Z.: Information-processing and representation in schizophrenia: a cognitive neuropsychiatric approach. Neurobiology, 5:164. 1997
- Kéri, S., Antal A., Szekeres G., Szendi I., KOVÁCS Z., Benedek G., Janka Z.: Tests on basic visual functions in the evaluation of extrapyramidal side effects caused by antipsychotic medication. Orvosi Hetilap, 139. (5), 1998. 235-238.
- Kéri, S., Szekeres, G., Antal, A., Szendi, I., KOVÁCS, Z., Benedek, G., Janka, Z., Category learning and perceptual categorization in schizophrenia. Schizophrenia Bulletin, 25(3): 593-600. 1999
- Antal, A., Kéri, Sz., Szekeres, Gy., Szendi, I., KOVÁCS, Z., Benedek, Gy., Janka, Z.: Sensory inhibition deficit in schizophrenia I. II. Psychiatria Hungarica, 13(6):679-684. 1998. és 14(4): 393-397. 1999
- KOVÁCS Z. A.: A funkcionális gastrointestinális tünetek néhány pszichiátriai vonatkozása. In Funkcionális gastroenterológiai kórképek. Szerk.: Lonovics, Simon, Tulassay, Újszászy, Wittmann. MGT Medicom MEDICOM, Budapest, 1999. 23 – 30. p. ISBN 963-408-155-X
- Boncz I., Boda K., Fábicz K., Pallag L., Galsi G., Szabó K., KOVÁCS Z. A.: A tudatállapot-módosulás néhány jellemzője az öngyilkosságot megkísérelt személyeknél (Some Characteristics of Altered State of Consciousness after Suicide Attempt) Szenvedélybetegségek (Addictologia Hungarica) VIII. évf., 2000. 3. sz. 175-194.
- Pavics, L., Szekeres, G., Ambrus, E., Juhasz, A., Keri, Sz., KOVACS, Z., Galuska, L., Janka, Z.: Dopamine D2 receptor SPECT in schizophrenic patients treated by quetiapine. Eur. J. Nucl. Med. 28 (8). OS284 Suppl. S Aug. 2001
- Szekeres, G., Pavics, L., Antal, A., Keri, S., Ambrus, E., KOVÁCS, Z., Janka, Z. Integerative application of IBZM-SPECT and psychophysical metods in the evaluation of dopamine receptor blockade in patients with schizophrenia. The International Journal of Neuropsychopharmacology, S73 Suppl. 1, Jun. 2002
- Szendi, I., Kiss, M., Vörös, E., KOVÁCS, Z. A., Szekeres, Gy., Cimmer, C., Kéri, S., Galsi, G., Boda, K., Csernay, L., Janka, Z. Correlations between clinical symptoms, neurocognitive alteretions and structural brain abnormalities in men with schizophrenia, European Neuropsychopharmacology (Abstracts of the 15th Congress of the European College of Neuropsychopharmacology) Vol. 12. Suppl. 3, Oct. 2002
- KOVÁCS Z. A. – Janka Z. S.: A pszichiátriai kórképek felismerése. In Diagnosztika a rendelőben és a betegágynál. Szerk. Szarvas Ferenc at al. Budapest : Medicina Könyvkiadó, 2004. ISBN 963-242-898-6
- Z. A. KOVÁCS, L. G. Puskás, A. Juhász, Á. Rimanóczy, L. Hackler Jr, L. Kátay, Z Gali, Á Vetró, Z. janka, J. Kálmán: Hypnosis Upregulates the Expression of Immune-Related Genes in Lymohocytes. Psychother Psychosom, 77 (4):257-9. 2008
- Szendi I., KOVÁCS Z. A., Szekeres G., Galsi G., Boda K., Boncz I., Janka Z.: Effects of a Hypnotically Altered State of Consciousness on Intensification of Semantic. Processing International Journal of Clinical and Experimental Hypnosis, Sep. 16. 2009
- Dezso Nemeth, Karolina Janacsek, Bertalan Polner, Zoltan Ambrus KOVACS: Boosting Human Learning by Hypnosis. Oxford Journals, First published online: March 29, 2012 html

## Társasági tagságai
- Magyar Pszichiátriai Társaság
- Magyar Hipnózis Egyesület

## Díjak, elismerések
- A Szent-Györgyi Albert Orvostudományi Egyetem kiváló oktatója (1992)

## További Információk
- SZTE ÁOK Pszichiátriai Klinika, a Pszichiátriai Rehabilitációs Osztály vezetője Kovács Zoltán Ambrus Archiválva 2010. február 17-i dátummal a Wayback Machine-ben
- NKFP szervezetek, 6. pont SZTE Pszichiátriai Klinika, kutatók közt Kovács Zoltán Ambrus
- Kognitív pszichológiai könyvek bemutatója a Sík Sándor könyvesboltban Archiválva 2009. május 25-i dátummal a Wayback Machine-ben